# سید علی‌محمد بزرگواری
سید علی‌محمد بزرگواری (زادهٔ ۱۳۳۶ در روستای طولیان) نمایندهٔ حوزهٔ انتخابیهٔ کهگیلویه، بهمئی، چرام و لنده در دورهٔ هشتم و نهم مجلس شورای اسلامی بوده‌است.
او دبیر اول کمیسیون کشاورزی، آب و منابع طبیعی مجلس شورای اسلامی بودایشان وارد حوزه علمیه شیراز شد ودر مدرسه علمیه خان از سیدکرامت الله ملک حسینی وسیدعلی اصغر حسینی ادبیات وفقه واصول را فرا گرفت.

## نطقِ جنجالی
در نخستین جلسه علنی مجلس شورای اسلامی برای بررسی برنامه دولت یازدهم و صلاحیت کابینه پیشنهادی حسن روحانی صبح دوشنبه (۲۱ مرداد/ ۱۲ اوت) برگزار شد.
پس از تشریح برنامه‌های دولت توسط روحانی، سید علی محمد بزرگواری نماینده کهگیلویه ، بهمئی ، چرام و لنده به عنوان یکی از مخالفان کابینه نطق کرد و ضمن تذکر به وزیران پیشنهادی، مهدی هاشمی، پسر رئیس مجمع تشخیص مصلحت نظام را «آقازاده دله دزد» خواند.
توهین نماینده کهگیلویه و عضو جبهه پایداری که خود را «سید و لرتبار» معرفی کرد جنجالی‌ترین بخش نشست صبح دوشنبه بود و در داخل و خارج از مجلس با واکنش‌های تند و مخالفت‌آمیزی روبرو شد اما چندی بعد و به دنباله این سخن مهدی هاشمی دادگاهی شد و به زندان افتاد!
سید علی محمد بزرگواری گفت که "هر وزیری که رای آورد و به منطقه محروم من نگاه ویژه نداشت با چماق لری با او برخورد خواهم کرد. پس از این ماجراها اعتراضات شدیدی در گوشه و کنار اتفاق افتاد که در نتیجه بزرگواری گفت من نخواستم به کسی توهین یا تهدیدش کنم و منظور من رعایت حق و انصاف توسط این آقایان در مورد منطقه محروم کهگیلویه است.

## مخالفت با طرح پیگیری پول‌های کثیف در انتخابات
بزرگواری اردیبهشت‌ماه ۱۳۹۴ در مصاحبه‌ای دربارهٔ سخنان وزیر کشور مبنی بر پول‌های کثیف و واکنشی که نمایندگان مجلس به این موضوع داشتند، گفت: در گذشته هم برخی با پتک قرار دادن موضوعاتی همچون ۳ هزار میلیارد تومان و بابک زنجانی به دنبال بدنام کردن جریان اصول‌گرایی بودند در حالی که جریان اصول‌گرا خود پیشگام برملا کردن این گونه مفاسد بود.
بزرگواری این گونه اظهارات را در سالی که منتهی به انتخابات مجلس است معنادار و نوعی بازی انتخاباتی دانست و گفت: از وزیر کشور انتظار بیان چنین صحبت‌هایی را نداشتیم چراکه معتقدیم این حرف‌ها بازی انتخاباتی برای خدشه‌دار کردن وجهه و چهره یک جریان است. شک نداریم که برای مقابله با جریان اصولگرا از همه حربه‌ها و گزینه‌ها استفاده خواهد شد

## حضور در سوریه
بزرگواری در اواخر و بعد از دوره نمایندگی خود در مجلس شورای اسلامی راهی سوریه شد و اکنون بعنوان یکی از مدافعان حرم فعالیت میکند.
.